# Alouni
Alouni (en persan : آلونی Âluni) est une localité de la préfecture de Khanmirza, dans la province de Tchaharmahal-et-Bakhtiari en Iran.